# Bezeichnungssystem für Luftfahrzeuge der US Navy von 1922 bis 1962
Das Bezeichnungssystem der US Navy von 1922 bis 1962 beschreibt die formalen Richtlinien für die Bezeichnungen von Luftfahrzeugen im Dienst der US Navy, des US Marine Corps und der US-amerikanischen Küstenwache (US Coast Guard) im angegebenen Zeitraum.

## Entwicklung
Vor 1920 wurden Flugzeuge der US Navy allgemein unter der Herstellerbezeichnung beschafft und betrieben. Manchmal wurde auch eine generelle Beschreibung wie Twin Tractor Seaplane verwendet. Allen Flugzeugen wurde beginnend mit dem 27. März 1914 eine Seriennummer zugeteilt, der jeweils ein Präfix aus zwei Buchstaben vorangestellt wurde. Der erste Buchstabe war ein A für Schwerer-als-Luft-Fahrzeuge, B für Ballon, D für lenkbare Ballons, K für Fesselballons. Für Flugzeuge gab es folgende fünf Bezeichnungen:
- AB: Flugboote
- AC: Convertible Flugzeuge
- AH: Wasserflugzeuge
- AL: Landgestützte Typen
- AX: Amphibienflugzeuge

Am 17. Juni 1920 wurde eine neue Nomenklatur eingeführt, um der wachsenden Zahl von Flugzeugmustern und den neuen Aufgaben gerecht werden zu können. Demnach erhielten Leichter-als-Luft-Fahrzeuge den Buchstaben „Z“ und Schwerer-als-Luft-Fahrzeuge den Buchstaben „V“ als Typkennzeichnung zugeteilt. Die Klassenkennzeichnung der „Z-Typen“ war „R“ für lenkbare Starrluftschiffe, „N“ für lenkbare, nicht-starre Luftschiffe und „K“ für Fesselballons.
Für die „V-Typen“ galten die Klassen „F“ für Jagdflugzeug, „O“ für Beobachtung (Observation), „S“ für Aufklärung (Scouting), „P“ für Überwachung (Patrol), „T“ für Torpedo- und Bombenflugzeuge und „G“ für Flotten-Flugzeuge (Transport, Verbindung).
Die nächste wesentliche Änderung trat am 29. März 1922 in Kraft, als die Angabe des Herstellers in der Bezeichnung vorgeschrieben wurde. Ab dann wurde eine Kombination aus Buchstaben und Zahlen verwendet, wobei der erste Buchstabe den Hersteller kennzeichnete und der zweite die Klasse oder den Auftrag (Mission) angab.
So war z. B. MO ein Beobachtungsflugzeug von Martin. Zahlen zwischen den Buchstaben standen für die Entwurfsfolge dieses Herstellers, wobei die „1“  für den ersten Entwurf weggelassen wurde. Nach einem Bindestrich folgte eine fortlaufende Nummer für die Varianten des Typs. Die zweite Variante war also die MO-2, während der zweite Entwurf eines Beobachtungsflugzeuges von Martin die Bezeichnung M2O erhielt.

## Bezeichnungssystem ab 1923
Am 10. März 1923 wurde die bis 1962 geltende Regelung erlassen, in der die Reihenfolge der beiden Buchstaben umgedreht wurde. So stand dann die Bezeichnung FB für ein von Boeing gebautes Jagdflugzeug, bereits im Einsatz stehende Flugzeuge wurden aber nicht umbenannt.
Eine regelkonforme Bezeichnung eines Luftfahrzeugs besaß damit mindestens 3 und höchstens 7 Elemente, entsprechend nachstehender Tabelle. Die in fett gesetzten Zahlen kennzeichnen die zwingend notwendigen Angaben.
| <Präfix> | <Typ> | <Entwurfsnummer> | <Hersteller> | – | <Variantenzähler> | <Sonderausrüstung> | <Name> |
| -------- | ----- | ---------------- | ------------ | - | ----------------- | ------------------ | ------ |
| (1)      | (2)   | (3)              | (4)          |   | (5)               | (6)                | (7)    |

Der Kennbuchstabe für den Einsatzzweck gab den hauptsächlichen Verwendungszweck an. Abweichende Nutzungen mit Sonderausrüstungen wurden in dem Suffix für Sonderaufgaben berücksichtigt.
Hervorzuheben ist, dass abweichend zu dem derzeit gültigen Bezeichnungssystem der Hersteller ebenfalls in der Bezeichnung berücksichtigt wurde. Da nur ein einzelner Buchstaben für diese Kürzel verwendet werden sollte, war die Anzahl der unterschiedlichen Herstellerkürzel auf 26 begrenzt. Entsprechend mussten viele Abkürzungen mehrfach verwendet werden (s. untenstehende Tabelle).
Es gab keine durchlaufende Nummerierung in einer Typenklasse, sondern die Zählung erfolgte für jeden Hersteller gesondert. Weiterhin wurde die Entwurfsnummer nur angegeben, wenn sie größer als 1 war.
Zum Beispiel folgte auf die McDonnell FH Phantom als nächster Entwurf des gleichen Herstellers die F2H Banshee.
Da die Herstellerangabe einen Teil der Bezeichnung darstellte, musste bei Lizenzfertigungen ein unverändert produzierter Typ zwangsläufig eine neue Bezeichnung erhalten. Dies trifft z. B. bei der Wildcat zu, die von Grumman als F4F, und ebenfalls von General Motors als FM produziert wurde.

## Beispiele
| Präfix für Status oder Klasse | Typ oder Klasse          | Entwurfsnummer des Herstellers             | Hersteller |   | Varianten- abfolge | Suffix für Sonderausrüstung                  | Name       |
| ----------------------------- | ------------------------ | ------------------------------------------ | ---------- | - | ------------------ | -------------------------------------------- | ---------- |
|                               | F                        | 4                                          | U          | - | 1                  | C                                            | Corsair    |
|                               | Jagdflugzeug             | 4. Jagd- flugzeug von Vought               | U=Vought   |   | Erste Variante     | Kanonen- bewaffnung                          | Navy-Name  |
|                               | HO                       | 4                                          | S          | - | 2                  | G                                            |            |
|                               | Beobachtungshubschrauber | 4. Beobachtungs- hubschrauber von Sikorsky | S=Sikorsky |   | Zweite Variante    | Rettungs- einrichtung als Sonder- ausrüstung | ohne Name  |
| Y                             | RO                       |                                            | N          | - | 1                  |                                              | Rotorcycle |
| Vorserie                      | Kleinhub- schrauber      | erster Kleinhub- schrauber von Gyrodyne    | N=Gyrodyne |   | Erste Variante     | keine Sonder- ausrüstung                     | Navy-Name  |
| optional                      | notwendig                | nur notwendig wenn >1                      | notwendig  |   | optional           | optional                                     | optional   |

## Listen zu den Bezeichnungselementen

### Liste zum Status- oder Klassenprefix (1)
| Zeichen     | Bedeutung                                         |
| ----------- | ------------------------------------------------- |
| - N - X - Y | - Der Reserve zugeteilt - Experimental - Prototyp |

### Liste der Typen oder Klassen (2)
| Symbol                                      | Bedeutung | Verwendungszeitraum                                                                                         | Letzte Verwendung |
| ------------------------------------------- | --- | --- | --- |
| - A - A                                     | - Ambulance - Attack | - 1943 - 1946–1962                                                                                          | - Piper AE Cub - Vought A2U Cutlass |
| - B - BF - BT                               | - Bomber - Bomber-Fighter - Bomber-Torpedo | - 1941–1943 - 1934–1937 - 1942–1945                                                                         | - Consolidated B2Y - Curtiss BF2C Goshawk - Martin BTM Hauler                                                                                                 |
| - DS                                        | - Drohne, U-Boot Abwehr | - 1959–1962                                                                                                 | - Gyrodyne DSN Rotorcycle |
| - F                                         | - Jagdflugzeug | - 1922–1962                                                                                                 | - Convair F2Y Sea Dart |
| - G                                         | - Transport, einmotorig - Tanker | - 1939–1941 - 1958–1962                                                                                     | - Stinson GQ Reliant - Lockheed GV Hercules |
| - H - HC - HJ - HN - HO - HR - HS - HT - HU | - Hospital - Helikopter, Kran - Helikopter, Allzweck - Helikopter, Training - Helikopter, Beobachtung - Helikopter, Transport - Helikopter, U-Boot Abwehr - Helikopter, Training - Helikopter, Allzweck | - 1929–1942 - 1952–1955 - 1944–1949 - 1944–1948 - 1944–1962 - 1944–1962 - 1951–1962 - 1948–1962 - 1950–1962 | - Loening HL - McDonnell HCH - Sikorsky HJS - Sikorsky HNS Hoverfly - Sikorsky HO5S - Sikorsky HR3S Sea King - Sikorsky HSS Seabat - Bell HTL - Sikorsky HU2S |
| - J - J - JR                                | - Transport - Mehrzweckflugzeuge (Allgemein) - Mehrzweckflugzeuge (Transport) | - 1926–1931 - 1931–1951 - 1935–1955                                                                         | - Ford JR - Waco J2W - Sikorsky JR2S Excalibur |
| - LB - LN - LR                              | - Lastensegler, Bombentragend - Lastensegler, Training - Lastensegler, Transport | - 1941–1945 - 1941–1945 - 1941–1945                                                                         | - Taylorcraft LBT - Taylorcraft LNT - Waco LR2W |
| - M                                         | - US Marine Corps (Expeditionary) | - 1922–1923                                                                                                 | - Naf NM |
| - N                                         | - Trainingsflugzeug | - 1922–1926                                                                                                 | - Consolidated N4Y |
| - O - OS                                    | - Beobachtung (Observation) - Observation Scout | - 1935–1945                                                                                                 | - Pennsylvania Aircraft OZ - Vought OS2U Kingfisher |
| - P - P - PB - PTB                          | - Patrol - Jagdflugzeug (Pursuit) - Patrolbomber - Patrol, Torpedobomber | - 1923–1962 - 1923 - 1935–1962 - 1937                                                                       | - Convair P6Y - Wright WP - Consolidated PB4Y Privateer - Hall PTBH                                                                                           |
| - R - R - RO                                | - Rennflugzeug - Transportflugzeug - Kleinhubschrauber | - 1922–1928 - 1931–1962 - 1954–1959                                                                         | - Curtiss R3C - Convair R4Y Samaritan - Gyrodyne RON |
| - S - S - SB - SN - SO                      | - Aufklärungsflugzeug, (Scout) - U-Boot Abwehr - Scout Bomber - Scout Trainer - Scout Observation | - 1922–1946 - 1946–1962 - 1934–1946 - 1939–1948 - 1934–1946                                                 | - Vought SU Corsair - Grumman S2F Tracker - Canadian Car & Foundry SBW Helldiver - Vultee SNV Valiant - Vought SO2U                                           |
| - T - T - T - TB - TD - TS                  | - Torpedoflugzeug - Transportflugzeug - Trainingsflugzeug - Torpedobomber - Zieldarstellungsdrohne - Torpedoscout                                                                                       | - 1922–1935 - 1927–1930 - 1948–1962 - 1935–1946 - 1942–1946 - 1943                                          | - Stout ST - Atlantic TA - Lockheed T2V SeaStar - Consolidated TBY Sea Wolf - Interstate TD3R - Grumman TSF                                                   |
| - U                                         | - Drohne - Mehrzweckflugzeuge | - 1946–1955 - 1955–1962                                                                                     | - Culver UC - Lockheed UV JetStar |
| - W                                         | - Luftgestützte Frühwarnung | - 1952–1962                                                                                                 | - Lockheed W2V |

### Liste der Herstellerkürzel (4)
| Zeichen | Hersteller | Gültig von-bis                                                                                         |
| ------- | --- | --- |
| - A     | - Aeromarine Plane and Motor Company - Allied Aviation Corporation (nur Lastensegler) - Atlantic Fokker Corporation (American Fokker) - Brewster Aeronautical Corporation - General Aviation Corporation (vorher Atlantic) - Noorduyn Aviation, Ltd. (Canada) | - 1922 - 1941–1943 - 1927–1930 - 1935–1943 - 1930–1932 - 1946                                          |
| - B     | - Beech Aircraft Company - Boeing Aircraft Company - Edward G. Budd Manufacturing Company - Aerial Engineering Corporation | - 1937–1945 - 1923–1959 - 1942–1944 - 1922                                                             |
| - C     | - Cessna Aircraft Corporation (auch E) - Culver Aircraft Corporation - Curtiss Aeroplane & Motor Company - De Havilland of Canada, Ltd. | - 1943 - 1943–1946 - 1922–1946 - 1955–1956                                                             |
| - CH    | - Caspar-Werke GmbH (Deutschland) | - 1922                                                                                                 |
| - D     | - Douglas Aircraft Corporation - Frankfort Sailplane Company (Zieldarstellungsdrohnen) - McDonnell Aircraft Corporation (in H geändert) - Radioplane Corporation (Drohnen) | - 1922–1962 - 1945–1946 - 1942–1946 - 1943–1962                                                        |
| - DH    | - De Havilland Aircraft Co., Ltd. (England) | - 1927–1931                                                                                            |
| - DW    | - Dayton-Wright Airplane Company | - 1923                                                                                                 |
| - E     | - Bellanca Aircraft Corporation - Cessna Aircraft Corporation (vorher C) - Detroit Aircraft Corporation (in Great Lakes geändert) - Edo Aircraft Corporation - G. Elias & Brothers, Inc. - Gould Aeronautical Corporation (Lastensegler) - Hiller Aircraft Corporation (Helikopter) - Piper Aircraft Corporation - Pratt-Read (Lastensegler)                                                           | - 1931–1937 - 1951–1962 - 1928 - 1943–1946 - 1922–1924 - 1942–1945 - 1948–1962 - 1941–1945 - 1942–1945 |
| - F     | - Fairchild Aircraft, Ltd. (Canada) - Royal Dutch Aircraft Mfg. Works (Fokker) - Grumman Aircraft Engineering Corporation | - 1942–1945 - 1922 - 1931–1962                                                                         |
| - G     | - A.G.A. Aviation Corporation (Lastensegler) - Bell Aircraft Corporation (Für von Bell gebaute Great Lakes Flugzeuge) - Eberhart Aeroplane & Motor Company - Gallaudet Aircraft Corporation - Globe Aircraft Corporation (Zieldarstellungsdrohnen) - Goodyear Aircraft Corporation - Great Lakes Aircraft Corporation (ex-Detroit) - Gyrodyne Co. of America (Drohnen, Kleinhelikopter, in N geändert) | - 1942 - 1935–1936 - 1927–1928 - 1922 - 1946–1959 - 1942–1962 - 1929–1935 - 1960                       |
| - H     | - Hall-Aluminum Aircraft Corp. (to Consolidated, 1940) - Howard Aircraft Company - Huff, Daland & Company (to Keystone) - McDonnell Aircraft Corporation (vorher D) - Snead and Company (Lastensegler) - Stearman-Hammond Aircraft Corporation | - 1928–1940 - 1941–1944 - 1922–1927 - 1946–1962 - 1942 - 1937–1938                                     |
| - HP    | - Handley Page, Ltd. (England) | - 1922                                                                                                 |
| - J     | - Berliner-Joyce Aircraft Corporation - General Aviation Corporation (vorher Atlantic) - North American Aviation Corporation (Nachfolger von General Aviation) | - 1929–1935 - 1935 - 1937–1962                                                                         |
| - JL    | - Junkers-Larsen Aircraft Corporation | - 1922                                                                                                 |
| - K     | - Fairchild Aircraft Corporation (Kreider-Reisner) - Kaiser Cargo, Inc. (Fleetwings Division) - Kaman Aircraft Corporation (helicopters) - Keystone Aircraft Corporation (formerly Huff, Daland) - J.V. Martin - Nash-Kelvinator Corporation | - 1937–1942 - 1943–1945 - 1950–1962 - 1927–1930 - 1922–1924 - 1942                                     |
| - L     | - Bell Aircraft Corporation (Helikopter nach 1946) - Columbia Aircraft Corporation - Grover Loening, Inc. - Langley Aviation Corporation - Loening Aeronautical Engineering Corp. (to Keystone) - L.W.F. Engineering Corporation | - 1939–1962 - 1945 - 1932–1933 - 1942–1943 - 1922–1932 - 1922                                          |
| - M     | - Glenn L. Martin Company - General Motors Corporation (Eastern Aircraft Division) - McCulloch Motors Corporation | - 1922–1962 - 1942–1945 - 1953–1954                                                                    |
| - N     | - Gyrodyne Co. of America Inc. (Drohnen, Kleinhubschrauber) - Naval Aircraft Factory | - 1960 - 1922–1945                                                                                     |
| - O     | - Lockheed Aircraft Corporation (Plant B) - Piper Aircraft Corporation (also E/P) - Viking Flying Boat Corporation | - 1931–1950 - 1960 - 1929–1936                                                                         |
| - P     | - Piasecki Helicopter Corp. (vorher P-V Engineering) - Piper Aircraft Corporation (Lastensegler) - Pitcairn Autogyro Corporation - P-V Engineering Forum (später Piasecki, Vertol) - Vertol Aircraft Corporation (vorher Piasecki, P-V) - Spartan Aircraft Company | - 1946–1960 - 1942–1943 - 1931–1932 - 1944–1962 - 1956–1962 - 1940–1941                                |
| - PL    | - George Parnall & Company (England) | - 1922                                                                                                 |
| - Q     | - Bristol Aeronautical Corporation (Lastensegler) - Fairchild Engine and Airplane Corporation - Stinson Aircraft Corporation (zu Convair, 1942) - Charles Ward Hall, Inc. | - 1941–1943 - 1928–1962 - 1934–1936 - 1926                                                             |
| - R     | - Aeronca Aircraft Corporation (Lastensegler) - American Aviation Corporation (Lastensegler) - Brunswick-Balke-Collender Corporation - Ford Motor Company - Interstate Aircraft & Engineering Corporation (Drohnen) - Maxson-Brewster Corporation - Radioplane Division, Northrop Corp. (Zieldarstellungsdrohnen) - Ryan Aeronautical Company                                                          | - 1942 - 1942 - 1942–1943 - 1927–1932 - 1942–1962 - 1939–1940 - 1943–1962 - 1941–1946                  |
| - RO    | - Officine Ferroviarie Meridionali Romeo | - 1933                                                                                                 |
| - S     | - Schweizer Aircraft Corporation (Lastensegler) - Sikorsky Aviation Corporation (Helikopter nach 1943) - Stearman Aircraft Company (später Boeing-Wichita, 1939) - Stout Engineering Laboratories - Sperry Gyroscope Company (Zieldarstellungsdrohnen) - Supermarine | - 1941 - 1928–1962 - 1934–1945 - 1922 - 1950 - 1943                                                    |
| - T     | - New Standard Aircraft Corporation - Northrop Aircraft, Inc. - The Northrop Corporation (später Douglas-El Segundo) - Temco Aircraft Corporation - Timm Aircraft Corporation - Thomas-Morse Aircraft Corporation | - 1930–1934 - 1944 - 1933–1937 - 1956 - 1941–1943 - 1922                                               |
| - U     | - Chance Vought Corporation (jetzt Ling-Temco-Vought) | - 1922–1962                                                                                            |
| - V     | - Lockheed Aircraft Corporation (Vega, Werk A) - Canadian Vickers, Ltd. - Vultee Aircraft, Inc. (zu Consolidated als Convair, Y, 1942) | - 1942–1962 - 1942–1945 - 1941                                                                         |
| - VK    | - Vickers, Ltd. (England) | - 1922                                                                                                 |
| - W     | - Canadian Car & Foundry Co., Ltd. - Waco Aircraft Corporation (Lastensegler nach 1942) - Wright Aeronautical Corporation | - 1942–1945 - 1934–1945 - 1922–1926                                                                    |
| - X     | - Cox-Klemin Aircraft Corporation | - 1922–1924                                                                                            |
| - Y     | - Consolidated (zu Convair 1942) - Convair (Consolidated-Stonson-Vultee) - General Dynamics (General Dynamics-Convair gegr. 1961) | - 1926–1942 - 1942–1962 - 1961–1962                                                                    |
| - Z     | - Pennsylvania Aircraft Syndicate | - 1933–1934                                                                                            |

### Liste der Codes zur Sonderausrüstung (6)
| A                                                 |                                               |                                                   |                                                   |                                                              |                                                              |
| Modifikationen unterschiedlicher Art              | Bewaffnung bei sonst unbewaffneten Flugzeugen | Landeeinrichtungen für Flugzeugträger             | Für die Army gebaut oder von der Army erhalten    | Amphibische Version                                          | Landgestützte Version eines Trägerflugzeuges                 |
| B                                                 |                                               |                                                   |                                                   |                                                              |                                                              |
| Modifikationen unterschiedlicher Art              | Modifikationen unterschiedlicher Art          | Sonderbewaffnung                                  | Sonderbewaffnung                                  | Britische Version aus Lend-Lease Vertrag                     | Britische Version aus Lend-Lease Vertrag                     |
| C                                                 |                                               |                                                   |                                                   |                                                              |                                                              |
| zusätzlicher Landehaken                           | Verstärkt für Katapulteinsatz                 | Kanonenbewaffnung                                 | Kanonenbewaffnung                                 | Navy-Bezeichnung für Army C-Series Flugzeug (SBN-2C = AT-7C) | Navy-Bezeichnung für Army C-Series Flugzeug (SBN-2C = AT-7C) |
| D                                                 |                                               |                                                   |                                                   |                                                              |                                                              |
| Abwurftanks                                       | Drohnenkontrolle                              | Spezial Suche                                     | Spezial Radar                                     | Navy-Bezeichnung für Army D-Serie Flugzeug                   | Navy-Bezeichnung für Army D-Serie Flugzeug                   |
| E                                                 |                                               |                                                   |                                                   |                                                              |                                                              |
| Elektronik Ausrüstung                             |                                               |                                                   |                                                   |                                                              |                                                              |
| F                                                 |                                               |                                                   |                                                   |                                                              |                                                              |
| Flaggschiff Umbau                                 | Flaggschiff Umbau                             | Flaggschiff Umbau                                 | Spezielles Triebwerk                              | Spezielles Triebwerk                                         | Spezielles Triebwerk                                         |
| G                                                 |                                               |                                                   |                                                   |                                                              |                                                              |
| Suchen und Retten (SAR)                           | Version der Küstenwache (Coast Guard)         | Kanonen in einem ansonsten unbewaffneten Flugzeug | Kanonen in einem ansonsten unbewaffneten Flugzeug | Navy-Bezeichnung für Army G-Serie Flugzeug                   | Navy-Bezeichnung für Army G-Serie Flugzeug                   |
| H                                                 |                                               |                                                   |                                                   |                                                              |                                                              |
| Hospital-Umbau                                    | Hospital-Umbau                                | Hospital-Umbau                                    | Navy-Bezeichnung für Army H-Serie Flugzeug        | Navy-Bezeichnung für Army H-Serie Flugzeug                   | Navy-Bezeichnung für Army H-Serie Flugzeug                   |
| J                                                 |                                               |                                                   |                                                   |                                                              |                                                              |
| Spezielle Ausrüstung für kaltes Wetter            | Spezielle Ausrüstung für kaltes Wetter        | Spezielle Ausrüstung für kaltes Wetter            | Navy-Bezeichnung für Army J-Serie Flugzeug        | Navy-Bezeichnung für Army J-Serie Flugzeug                   | Navy-Bezeichnung für Army J-Serie Flugzeug                   |
| K                                                 |                                               |                                                   |                                                   |                                                              |                                                              |
| Drohnenumbau                                      |                                               |                                                   |                                                   |                                                              |                                                              |
| L                                                 |                                               |                                                   |                                                   |                                                              |                                                              |
| Winterausrüstung                                  | Winterausrüstung                              | Winterausrüstung                                  | mit Suchscheinwerfer                              | mit Suchscheinwerfer                                         | mit Suchscheinwerfer                                         |
| M                                                 |                                               |                                                   |                                                   |                                                              |                                                              |
| mit Raketenabschussvorrichtung                    |                                               |                                                   |                                                   |                                                              |                                                              |
| N                                                 |                                               |                                                   |                                                   |                                                              |                                                              |
| Nachtjäger                                        | Nachtjäger                                    | Nachtjäger                                        | Allwetter Ausrüstung                              | Allwetter Ausrüstung                                         | Allwetter Ausrüstung                                         |
| P                                                 |                                               |                                                   |                                                   |                                                              |                                                              |
| Ausrüstung für fotografische Aufklärung           |                                               |                                                   |                                                   |                                                              |                                                              |
| Q                                                 |                                               |                                                   |                                                   |                                                              |                                                              |
| Ausrüstung für elektronische Gegenmaßnahmen (ECM) |                                               |                                                   |                                                   |                                                              |                                                              |
| R                                                 |                                               |                                                   |                                                   |                                                              |                                                              |
| Transporterumbau                                  |                                               |                                                   |                                                   |                                                              |                                                              |
| S                                                 |                                               |                                                   |                                                   |                                                              |                                                              |
| U-Boot Jagd Ausrüstung                            |                                               |                                                   |                                                   |                                                              |                                                              |
| T                                                 |                                               |                                                   |                                                   |                                                              |                                                              |
| Zweisitzige Trainerausführung                     |                                               |                                                   |                                                   |                                                              |                                                              |
| U                                                 |                                               |                                                   |                                                   |                                                              |                                                              |
| Mehrzweckversion (Utility)                        |                                               |                                                   |                                                   |                                                              |                                                              |
| W                                                 |                                               |                                                   |                                                   |                                                              |                                                              |
| Spezielle Suchversion                             | Spezielle Suchversion                         | Spezielle Suchversion                             | Luftgestützte Frühwarnversion                     | Luftgestützte Frühwarnversion                                | Luftgestützte Frühwarnversion                                |
| Z                                                 |                                               |                                                   |                                                   |                                                              |                                                              |
| Stabstransport                                    |                                               |                                                   |                                                   |                                                              |                                                              |